# Набэсима Наохидэ
Набэсима Наохидэ (яп. 鍋島 直英, 16 апреля 1699 — 17 октября 1744) — японский даймё периода Эдо, 5-й правитель княжества Оги (1714—1744) и 5-й глава рода Таку (1711—1714).

## Биография
Родился в Оги как третий сын Набэсима Мототакэ, 3-го даймё Оги.
Поскольку Наохидэ был рождён от наложницы, его усыновил Таку Сигэфуми, вассал даймё Саги, после чего Наохидэ получил имя Таку Сигэмура (多久茂村). В 1711 году, после смерти Сигэфуми, он унаследовал главенство семьи Таку.
В 1714 году, когда его старший брат Набэсима Мотонобу, 4-й даймё Оги, умер, Наохидэ стал следующим даймё. В 1732 году во время Великого голода годов Кёхо 10 000 человек погибло, а финансовое положение княжества постепенно ухудшалось.
В 1744 году Набэсима Наохидэ умер в Оги в возрасте 45 лет. Ему наследовал его второй сын, Набэсима Наокадзу.